# Chaumes-en-Retz
Chaumes-en-Retz (bret. Kalaved-Raez) – gmina we Francji, w regionie Kraj Loary, w departamencie Loara Atlantycka. W 2013 roku liczba ludności na terenie obecnej gminy wynosiła 6503 mieszkańców. 
Gmina została utworzona 1 stycznia 2016 roku z połączenia dwóch wcześniejszych gmin: Arthon-en-Retz oraz Chéméré. Siedzibą gminy została miejscowość Arthon-en-Retz.